# Гончар, Андрей Васильевич
Андре́й Васи́льевич Гонча́р (укр. Андрій Васильович Гончар; 15 марта 1985, Очаков, СССР) — украинский футболист, защитник.

## Биография
В ДЮФЛ выступал за киевские ЦСКА и РВУФК. В 2003 году перешёл в белорусский «Днепр» из Могилёва. Всего за «Днепр» провёл 64 матча. В 2008 году покинул команду. Зимой 2007 году побывал на просмотре в мариупольском «Ильичёвце». В 2007 году выступал за финский клуб «Кайаанин Хака», где играл вместе с другими игроками с Украины. С 2008 года по 2011 года выступал за «Днепр».
По окончании карьеры футболисты стал техником-массажистом в «Днепре».